# Anohni
Anohni, pseudonimo di Anohni Hegarty (nata Antony Hegarty; Chichester, 24 ottobre 1971), è una cantante, compositrice e artista britannica naturalizzata statunitense.
È un'artista transgender nota soprattutto per essere la voce del gruppo Antony and the Johnsons, successivamente rinominati Anohni and the Johnsons nel maggio 2023.

## Biografia

### Inizi
Nata nel 1971 in Inghilterra, a Chichester, da piccola ha vissuto per circa un anno ad Amsterdam, prima di trasferirsi con la sua famiglia, nel 1981, negli Stati Uniti e in particolare nella San Francisco Bay Area. Da adolescente viene attratta dalle personalità di Kate Bush, Boy George, Divine, Alison Moyet e Marc Almond.
Nel 1990 si sposta a New York dove studia teatro sperimentale. Qui fonda il collettivo artistico Blacklips insieme a Johanna Constantine. All'interno del gruppo artistico Antony impersona una drag queen esibendosi nei locali della scena teatrale d'avanguardia newyorkese con il nome Fiona Blue, un archetipo androgino ispirato alle figure di Klaus Nomi e Diamanda Galás.

### Anohni and the Johnsons
Nel 1995 Anohni decide di intraprendere definitivamente la carriera musicale e così, dopo aver contattato alcuni musicisti fidati, fonda il gruppo Antony and the Johnsons, il cui nome è ispirato a Marsha P. Johnson, l'attivista transgender trovata morta nel fiume Hudson nel 1992.
Alcuni mesi dopo, David Tibet, leader del gruppo Current 93, decide di scritturare il gruppo per la sua etichetta discografica, la Durtro. Nel 2000 esce l'eponimo album d'esordio.
Nel febbraio 2005 esce I Am a Bird Now, disco che vede la partecipazione di Lou Reed, Boy George, Joan Wasser e Rufus Wainwright e Devendra Banhart. Con questo album il gruppo si aggiudica il Mercury Prize nel 2005.
Negli anni seguenti prende parte a diversi progetti collaborando tra gli altri con Björk (su Volta) e con gli Hercules and Love Affair, artefici del successo Blind. Ha collaborato diverse volte con le CocoRosie e con Lou Reed.
L'EP Another World anticipa The Crying Light, terzo album uscito nel gennaio 2009. 
Il successivo EP Thank You for Your Love (2010) precede di alcune settimane il quarto album in studio degli Antony and the Johnsons, ossia Swanlights, che contiene cinque pezzi inediti, tra i quali due cover.
Nell'agosto 2012 esce Cut the World, un album registrato dal vivo con la Danish Radio Orchestra.
Il 14 febbraio 2013 ha partecipato come ospite alla terza serata del Festival di Sanremo, occasione in cui ha interpretato il brano You are My Sister e ha letto un messaggio in difesa del mondo femminile.
Sempre nel 2013 Anohni incontra Franco Battiato, con cui condivide un concerto all'Arena di Verona, concerto da cui viene poi tratto l'album dal vivo Del suo veloce volo, a cui ha partecipato anche la Filarmonica Arturo Toscanini diretta da Rob Moose.

### Anohni
Nel febbraio 2015 viene annunciato l'abbandono della denominazione al maschile, preteso a chiare lettere attraverso un comunicato stampa. Da quel momento Antony Hegarty diventa Anohni e torna sulle scene con Hopelessness, album uscito nel maggio 2016. Il disco, il primo a nome Anohni, è anticipato dai brani 4 Degrees, uscito nel novembre 2015, e Drone Bomb Me, diffuso nel marzo 2016. Il videoclip di questo secondo brano è stato diretto da Nabil Elderkin e vede la partecipazione di Naomi Campbell.
In questo nuovo progetto Anohni si fa affiancare da Ross Birchard aka Hudson Mohawke e da Daniel Lopatin, meglio noto come Oneohtrix Point Never.
Nell'ambito dei Premi Oscar 2016 riceve la candidatura all'Oscar alla migliore canzone in condivisione con J. Ralph per il brano Manta Ray, inserito nel documentario Racing Extinction. Anohni diventa la seconda artista transgender dopo Angela Morley a ottenere una candidatura agli Oscar; tuttavia decide di boicottare la cerimonia di premiazione. Il 12 luglio 2016 il suo tour fa tappa in Italia e precisamente al Flowers Festival di Torino.
Nel marzo 2017 pubblica l'EP Paradise.
Nel 2022 Anohni collabora a stretto contatto con Hercules and Love Affair e canta sei canzoni nel loro album In Amber, sei canzoni che hanno scritto insieme. Anohni canta in particolare in "Poisonous Storytelling" e "One", che sono due dei singoli dell'album In Amber. Per questo album Anohni ha voluto collaborare anche con il batterista Budgie dei gruppi Siouxsie and the Banshees e The Creatures, di cui è fan.

### ANOHNI and The Johnsons
Il 9 maggio 2023 Anohni annuncia la reunion della sua band su instagram, sotto il nuovo nome di Anohni and the Johnsons.
Una settimana dopo, il 16 maggio 2023 Anohni conferma l'uscita del nuovo album My Back Was A Bridge For You To Cross, prevista per il 7 luglio 2023 via Rough Trade Records / Secretly Canadian e pubblica in anteprima il singolo e video di It Must Change.

## Voce
Il particolare timbro tenorile scuro ed il vibrato di Anohni ricorda le voci di Demis Roussos, Bryan Ferry e Jamie McDermott.

## Discografia
Con Antony and the Johnsons
- 2000 – Antony and the Johnsons
- 2005 – I Am a Bird Now
- 2009 – The Crying Light
- 2010 – Swanlights
- 2012 — Cut the World
- 2014 —  Turning

Come Anohni
- 2016 – Hopelessness
- 2017 – Paradise (EP)

Come ANOHNI and The Johnsons
- 2023 - My Back Was A Bridge For You To Cross
- 2024 -  Breaking
- Singoli ed EP
- 2005: Hope There’s Someone
- 2005: For Today I Am A Boy
- 2005: You Are My Sister
- 2008: Another World
- 2008: Another World
- 2009: Epilepsy is dancing dedicato a Ian Curtis, cantante britannico e leader e frontman dei Joy Division
- 2009: Aeon/Crazy In Love
- 2010: Thank You For Your Love
- 2011:  Swanlights
- 2015: Anohni & Yoko con Yoko Ono
- 2015: 4 Degrees tratto da una delle tracce dell’album Hopelessness
- 2017: Smoke em out  con le sorelle Bianca e Sierra Casady, CocoRosie
- 2017: Paradise  un EP di Anohni senza i The Johnsons
- 2019: Karma
- 2019: Knockin’  on Haven’s Door
- 2020: It’s All Over Now
- 2020: I Will Survive
- 2022:  Poisonous Storytelling
- 2022: One
- 2022: One (The Remixes)
- 2022: I Love You Eart
- 2023: Rapture
- 2023: It must Change prima traccia del ultimo album My Back
- 2023: Sliver Of Ice terza traccia dell’album My Back Was A Bridge For You To Cross
- 2024: Breaking

## Filmografia
- Animal Factory, regia di Steve Buscemi (2000)
- Wild Side, regia di Sébastien Lifshitz (2004)
- Hidden Inside Mountains, regia di Laurie Anderson (2005) - cortometraggio
- Leonard Cohen: I'm Your Man, regia di Lian Lunson (2005)